# Caltignaga
Caltignaga es una localidad y comune italiana de la provincia de Novara, región de Piamonte, con 2.528 habitantes.

## Evolución demográfica
| Gráfica de evolución demográfica de Caltignaga entre 1861 y 2001 |
|                                                                  |
| Fuente ISTAT - elaboración gráfica de Wikipedia                  |